# Амерички стафорд теријер
Амерички стафорд теријер, такође познат и као стафорд, је раса пса средње величине са кратком длаком. То је једна од неколико раса познатих као пит булови, те су се дуго кроз историју тако и називали. Раних двадесетих година прошлог века ови пси су добили друштвени углед, те је 1936. године основан први клуб под називом Стафорд теријер. Па ипак, име је промењено како не би дошло до забуне са Стафордским бул теријером.

## Основно
- Мужјак
  - Висина од 46 до 48 цм
  - Тежина од 28 до 40
- Женка
  - Висина од 43 до 46 цм
  - Тежина од 23 до 36

## Историја настанка расе
Настанак америчког стафордског теријера се везује за период 19. века, када су љубитељи булдога, подстакнути популарношћу борби паса, одлучили да створе расу која би била прави пас за борбе. Укрштајући расе које су важиле за најиздржљивије, најотпорније, и пре свега најјаче, створен је пас снаге булдогa али мање величине, што му је омогућавало већу окретност и брзину. Назвали су га бул и теријер (bull and terrier). Служио је за борбе паса, али је и интензивно извожен из Европе у Америку.
Касније је преовладала потреба за псима који су корисни у домаћинству, те је овај пас нашао своју примену у чувању имовине, стоке и као помагач у лову. Различити услови и начин живота узроковали су и различите типове ових паса, па је постала приметна и физичка разлика. Пси који су одгајани на имањима као радни пси, били су већег и јачег тела, и како је време одмицало они су постајали све популарнији и траженији.
Године 1936, је основан први клуб под називом "стафордски теријер". Данас познато име амерички стафордски теријер датира из 1972. године. Године рада и строга селекција учиниле су да ова раса буде другачија од првобитне, тј. од америчког пит бул теријера. Постоји веома велика сличност између америчког стафордског теријера и Стафордског бул теријера.

## Карактеристике пса

### Нарав
Најсретнији су када су укључени у све породичне активности, од дугачких шетњи, играња па до одмарања на каучу. Стафорд је веома енергичан, истрајан и интелигентан пас, који може дуго времена да проведе у игри. Из тог разлога је ову расу веома једноставно дресирати, лако учи и може цео дан да проведе у игри понављајући радње. Одлично се показао и као терапеутски пас.
Стафорду треба пружити дресуру и рану социјализацију која подразумева контакте са непознатим људима и псима различите животне доби. Тако одгојени пси представљаће власнику право задовољство. Са децом и породицом имају изванредан однос. Иако се многима чини да због своје природе није добар чувар, треба знати да је ова раса веома храбра и да имају изражен заштитнички нагон. Неће се либити да нападну било кога, другог пса или неку другу животињу, ако осете да су њихови власници, а нарочито деца у опасности.

### Изглед пса[4]
Амерички стафордски теријер мора одавати утисак велике снаге у односу на своју величину. То је добро грађен пас, мишићав али окретан и грациозан, који будно прати околину. Треба да је чврст, ни дугоног ни хртаст. 
Уши могу бити купиране или некупиране. Ако су некупиране треба да су кратке, у виду полуруже или усправне. Уши које слободно падају се кажњавају.
Очи су тамне боје, округле, смештене ниско и веома размакнуте. 
Њушка код овог пса је средње дужине, заобљена у горњем делу и нагло се скупља испод очију. Вилице добро истакнуте, доња је јака и чврста. Усне су чврсте и добро прилежуће, без делова који висе. Горњи цекутићи су у уском додиру са предњом страном доњих секутића (маказасто зубало). Њушка треба да буде апсолутно црна.
Врат је средње дужине, снажан, лагано избочен, сужава се од плећки према потиљку. Кожа на врату није опуштена. 
Рамена су јака и мишићава, а лопатице широке и косе. Ребра добро засвођена, дуга према задњем делу. 
Предње ноге довољно размакнуте што омогућује правилан развој груди, које су високе и широке. 
Леђа су прилично кратка. Благо засвођена од гребена према трупу и ца умерено кратком косином од од трупа према корену репа. 
Слабине благо увучене. 
Реп је кратак у односу на висину, ниско усађен, постепено се стањује према врху. Није ни увијен ни издигнут изнад леђа. Реп се не купира. Предње ноге морају бити праве, кости су јаке и заобљене, подлактице чврсте и праве. 
Задње ноге су веома мишићаве, потколенице су спуштене и нису окренуте ни унутра ни споља. Шапе су средње величине, збијене и чврсте. Корак код овог пса треба да је еластичан. Длака је кратка, густа, чврста при додиру и сјајна.
Дозвољене су све боје длаке, једнобојна, вишебојна или шарена. Непожељна је сасвим бела, више од 80% беле, црна са ватрено црвеном и боја џигерице. Пожељна висина је од 45,72 cm до 48,26 cm код мужјака, и од 43,18 cm до 45,72 cm код женки. Тежина од 26-30 kg. Кажњава се депигментација њушке, светле очи или капци без пигмента, сувише дуг или неправилно ношен реп, предгриз или подгриз. Мужјак мора имати оба тестиса.

## Нега и здравље
Крзно америчког стафордског теријера је кратко и лако је за одржавање. Редовно седмично четкање тврдом четком биће довољно да би се крзно одржало лепим и здравим. Поред овога, стафорду треба редовно подрезивати нокте, прати зубе и чистити уши.
Ова раса нема неких нарочитих здравствених проблема. Међутим, као и све друге пасмине, постоји неколико здравствених стања којима су склони. То су дисплазија кука, дисплазија лаката, срчане болести, хипотиреоза.
Животни век им је од 12 до 16 година.

## Имена кроз историју
- Пит бул теријер - друга половина IX века
- Амерички пит бул теријер - 1898. година
- Стафордски теријер - 1936. година
- Амерички стафордски теријер - 1972. година

Треба још напоменути да су многи пси у САД регистровани као амерички стафордски теријер код АКС, и као амерички пит бул теријер код УКС.